# カフラー王のピラミッド

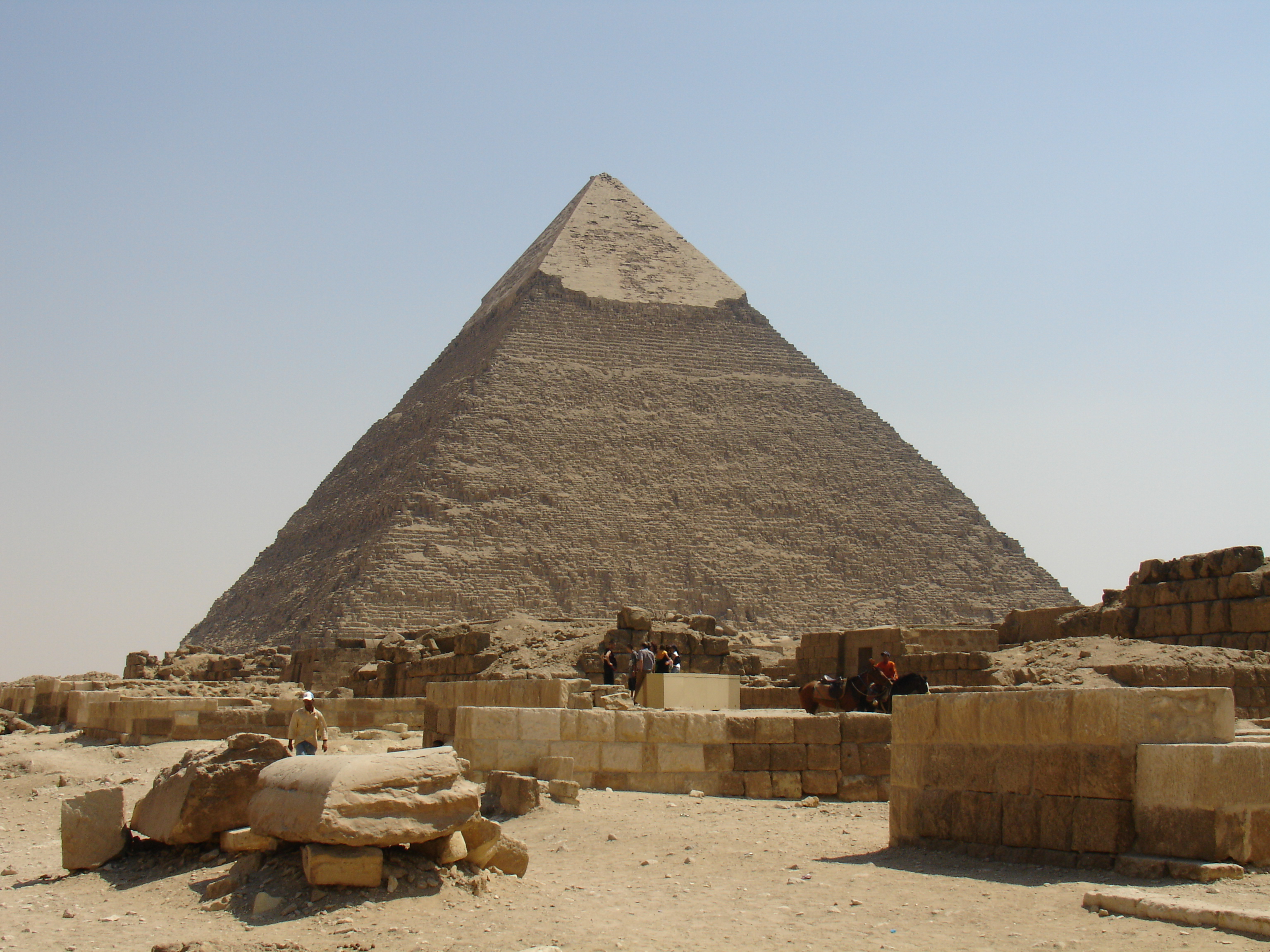
カフラー王のピラミッド

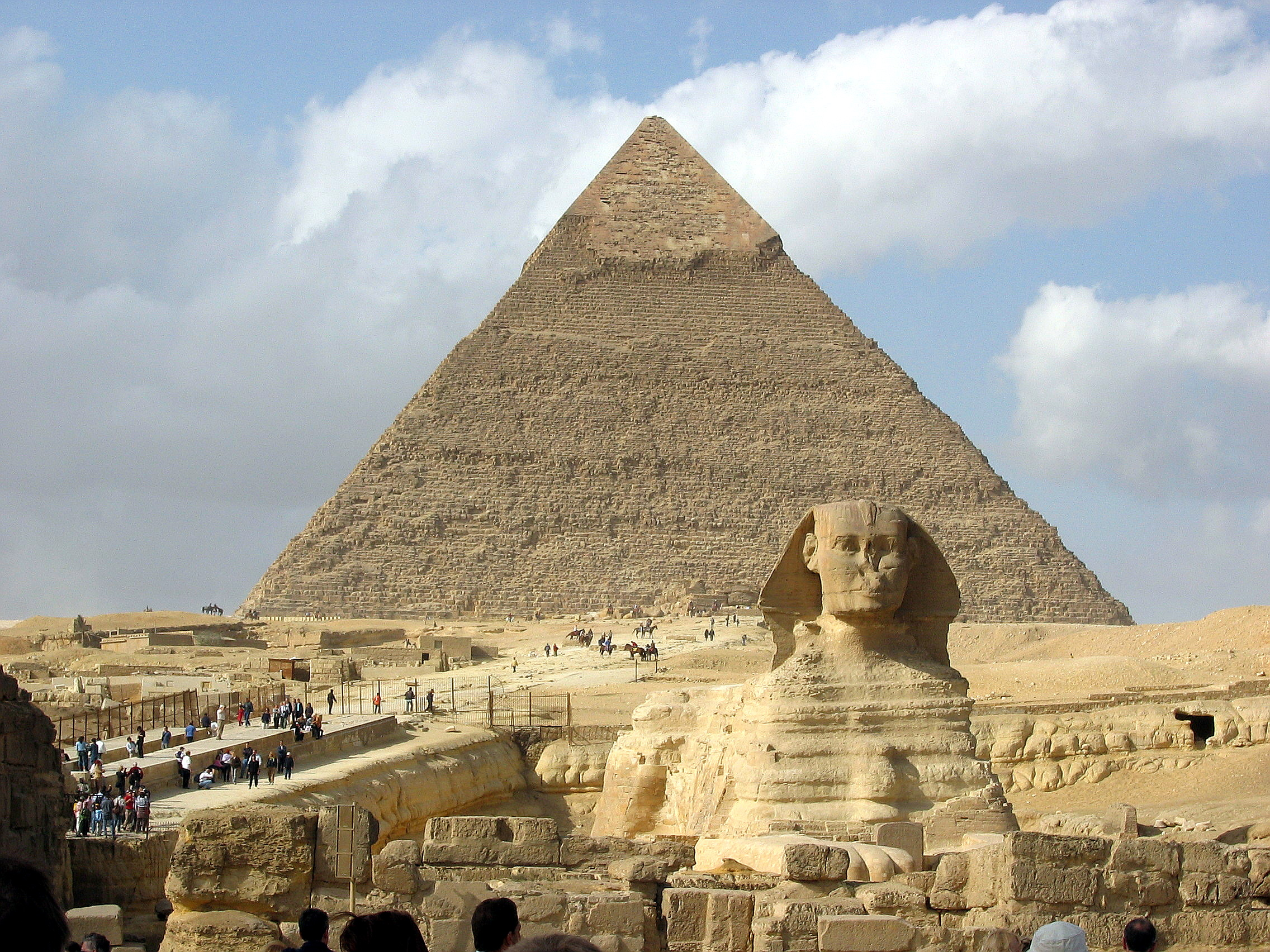
ギザの大スフィンクスとカフラー王のピラミッド

カフラー王のピラミッド（Khafre's Pyramid）とは、エジプトのギーザにある古代エジプト・古王国時代第4王朝のファラオ、カフラー王のピラミッドである。三大ピラミッドのうちクフ王のピラミッドに次ぎ2番目の大きさであるが、クフ王のピラミッドより高い台地に建てられているため、人の目には一番高く見える。
高さ143.87m（現在の高さ136m）、底辺：215.29m、勾配：53度10分。四角錐の頂上部分には石灰石の化粧石が残っている。参道の入り口には、スフィンクスがピラミッドを守護するように建っているが、スフィンクスの建てられた時代には諸説ある。